# Ezǵan Alioski
Ezǵan Alioski, Езѓан Алиоски [ˈɛzɟan ˈaliɔski] (ur. 12 lutego 1992 w Prilepie) – północnomacedoński piłkarz występujący na pozycji Obrońcy w reprezentacji Macedonii Północnej. Jako dziecko wyjechał do Szwajcarii, dzięki czemu posiada również szwajcarski paszport.

## Kariera piłkarska

### Wczesna kariera
Alioski rozpoczął karierę w drugiej drużynie Young Boys, gdzie w okresie od 2010 do 2013 roku zdobył 4 gole w 57 meczach. W styczniu 2013 roku przeniósł się do FC Schaffhausen jako zawodnik wypożyczony, gdzie później dokonał pełnego transferu. Dla drużyny Schaffhausen strzelił 7 goli w 92 meczach ligowych, w tym 4 mecze w rozgrywkach ligowych.

### FC Lugano
W latach 2015–2016 Alioski był wypożyczony do klubu FC Lugano. Zadebiutował 13 lutego w przegranym 2:1 meczu z FC Thun. Chociaż został sprowadzony jako lewy obrońca, trener Lugano Zdenek Zeman dostrzegł w nim wielki potencjał ofensywny i zaczął wykorzystywać go jako prawego skrzydłowego, a nawet jako napastnika do końca sezonu. Pierwszego gola dla klubu strzelił 11 maja 2016 roku w wygranym 4:0 meczu z Zurychem.
Po zakończeniu wypożyczenia Alioski podpisał stały kontrakt z Lugano w czerwcu 2016 roku, po wygaśnięciu kontraktu z Schaffhausen. W sezonie 2016/17 strzelił 16 bramek oraz miał 14 asyst w 34 występach dla Lugano. Został także wybrany do Idealnej Drużyny Sezonu w Mistrzostwach Szwajcarii.

### Leeds United F.C.
13 lipca 2017 Alioski podpisał czteroletni kontrakt z klubem Leeds United. Zadebiutował 6 sierpnia 2017 roku w wygranym 3:2 meczu z Boltonem Wanderers, asystując przy bramce Chrisa Wooda. Pierwszego gola dla Leeds strzelił 26 sierpnia 2017 r. w wygranym 2:0 meczu z Nottingham Forest, w którym został również nazwany zawodnikiem meczu. Jego bramka została uznana za „Najlepszą bramkę miesiąca”. W listopadzie 2017 Alioski strzelił gola we wszystkich czterech meczach Leeds United i otrzymał klubową nagrodę "Gracza Miesiąca". 16 kwietnia 2018 r. został nominowany jako jeden z czterech graczy, ubiegających się o nagrodę "Piłkarza Roku Leeds United". Pięć dni później Alioski strzelił zwycięskiego gola, swojego siódmego w sezonie, w wygranym 2:1 meczu z Barnsley. Swój pierwszy sezon w angielskim klubie zakończył z 7 golami i 5 asystami. W dniu 5 maja 2018 r. jego gol na początku sezonu przeciwko Nottingham Forest został nazwany „Golem sezonu Leeds United”. Po wygaśnięciu umowy w 2021 roku odszedł z klubu.

### Al-Ahli Dżudda
Po wygaśnięciu umowy z klubem z Wielkiej Brytanii, Alioski przeniósł się do Al-Ahli Dżudda.

### Reprezentacja
W reprezentacji Macedonii zadebiutował 11 października 2013 w eliminacyjnym meczu z Walią, przegranym 1:0. Pierwszego gola dla reprezentacji Macedonii strzelił 5 września 2016 roku w przegranym 2:1 meczu z Albanią. Był to mecz eliminacji do Mistrzostw Świata 2018.